# 白い季節/桜ひとひら
「白い季節/桜ひとひら」（しろいきせつ/さくらひとひら）は、MISIAの31枚目のシングル。2015年2月18日にアリオラジャパンから発売された。

## 解説
前作から約1年ぶりのリリース。
初回生産限定盤。シリアルナンバー付き、ライブDVD+Blu-ray『世界遺産劇場 Misia Candle Night at 沖縄』ダブル購入者特典応募券封入。
CDのみシークレット・トラックとして「白い季節 (Piano Version)」収録。デジタル配信はされていない。

## 収録曲
1. 白い季節 [5:19]
作詞：her0ism / 作曲：her0ism・Yuuki Idei / 編曲：her0ism / ストリングス・アレンジ：服部隆之
  - テレビ朝日系金曜ナイトドラマ『セカンド・ラブ』挿入歌
2. 桜ひとひら [3:52]
作詞：MISIA / 作曲、編曲：her0ism・SHIROSE from WHITE JAM / ストリングス・アレンジ：服部隆之
  - テレビ東京開局50周年特別企画ドラマスペシャル『永遠の0』主題歌
3. 真夜中のHIDE-AND-SEEK [4:44]
作詞：MISIA / 作曲、編曲、リズム・アレンジ、オーケストラ・アレンジ：鷺巣詩郎 / ホーン・アレンジ：Steve Sidwell
4. Candle Of Life [4:15]
作詞：MISIA / 作曲：her0ism・Alex Niceforo・Andreas Oberg・Erika Fatale / 編曲：her0ism / ストリングス・アレンジ：弦一徹
5. Candle Of Life (Make a Wish Remix) [5:03]
作詞：MISIA / 作曲：her0ism・Alex Niceforo・Andreas Oberg・Erika Fatale / リミックス：Gomi
6. 白い季節 (Piano Version) [4:12]
作詞：her0ism / 作曲：her0ism・Yuuki Idei
  - CDのみ収録のシークレット・トラック。